# فلورين جانيا
فلورين جانيا (بالرومانية: Florin Ganea)‏ هو لاعب كرة قدم روماني في مركز الدفاع، ولد في 4 أبريل 1976 في باكاو في رومانيا، وتوفي بنفس المكان في 9 سبتمبر 2015. لعب مع FCM Bacău ‏.